# Primera División de Zambia 2021-22
La Primera División de Zambia 2021-22 (conocida como MTN/FAZ Super Division por razones de patrocinio) fue la 61.ª edición de la Primera División de Zambia, la liga más importante de Zambia. La temporada comenzó el 11 de septiembre de 2021 y terminó en 8 de mayo de 2022.

## Ascensos y descensos
| Pos. | Descendidos de la Primera División 2020-21 |
| ---- | ------------------------------------------ |
| 15.º | Young Green Eagles FC                      |
| 16.º | NAPSA Stars FC                             |
| 17.º | Lumwana Radiants FC                        |
| 18.º | Kitwe United FC                            |

| Pos. | Ascendidos de la Segunda División 2020-21 |
| ---- | ----------------------------------------- |
| 1.º  | Konkola Blades FC                         |
| 2.º  | Kafue Celtic FC                           |
| 3.º  | Kansanshi Dynamos FC                      |
| 4.º  | Chambishi FC                              |

## Equipos participantes
| Equipo               | Ciudad        | Estadio                 | Capacidad |
| -------------------- | ------------- | ----------------------- | --------- |
| Buildcon FC          | Ndola         | Levy Mwanawasa Stadium  | 49.800    |
| Chambishi FC         | Chambishi     | Chambishi Stadium       | 5.000     |
| Forest Rangers FC    | Ndola         | Levy Mwanawasa Stadium  | 49.800    |
| Green Buffaloes FC   | Lusaka        | Independence Stadium    | 30.000    |
| Green Eagles FC      | Lusaka        | Independence Stadium    | 30.000    |
| Indeni FC            | Ndola         | Indeni Sports Complex   | 1.000     |
| Kabwe Warriors FC    | Kabwe         | Godfrey Chitalu Stadium | 10.000    |
| Kafue Celtic FC      | Kafue         | Khosa Stadium           | 1.000     |
| Kansanshi Dynamos FC | Solwezi       | Solwezi Stadium         | 5.000     |
| Konkola Blades FC    | Chililabombwe | Estadio Konkola         | 20.000    |
| Lusaka Dynamos FC    | Lusaka        | Sunset Stadium          | 5.100     |
| Nkana FC             | Kitwe         | Nkana Stadium           | 10.000    |
| Nkwazi FC            | Lusaka        | Edwin Imboela Stadium   | 6.000     |
| Power Dynamos FC     | Kitwe         | Arthur Davies Stadium   | 15.500    |
| Prison Leopards FC   | Kabwe         | Godfrey Chitalu Stadium | 10.000    |
| Red Arrows FC        | Lusaka        | Nkoloma Stadium         | 5.000     |
| Zanaco FC            | Lusaka        | Sunset Stadium          | 5.100     |
| ZESCO United FC      | Ndola         | Levy Mwanawasa Stadium  | 49.800    |

## Formato
Los 18 equipos participantes jugaron entre sí todos contra todos dos veces totalizando 34 partidos cada uno; al término de las 34 jornadas el campeón y el subcampeón se clasificaron a la Liga de Campeones de la CAF 2022-23; el tercer lugar y el cuarto lugar se clasificaron a la Copa Confederación de la CAF 2022-23, en cambio los 4 últimos descenderán a la Segunda División de Zambia 2022-23. Sin embargo la federación bajo al 13.° del ranking de la CAF, por lo que el campeón se clasificó a la Liga de Campeones y el subcampeón a la Copa Confderación.

## Tabla de posiciones
- Actualizado el 27 de Abril de 2022.

| Pos. | Equipo                   | PJ | PG | PE | PP | GF | GC | DG  | Pts. |
| ---- | ------------------------ | -- | -- | -- | -- | -- | -- | --- | ---- |
| 1.   | Red Arrows FC (C)        | 34 | 20 | 10 | 4  | 52 | 28 | +24 | 70   |
| 2.   | ZESCO United FC          | 34 | 18 | 9  | 7  | 39 | 22 | +17 | 63   |
| 3.   | Green Eagles FC          | 34 | 14 | 15 | 5  | 34 | 22 | +12 | 57   |
| 4.   | Nkana FC                 | 34 | 14 | 10 | 10 | 34 | 28 | +6  | 52   |
| 5.   | Power Dynamos FC         | 34 | 13 | 11 | 10 | 38 | 27 | +11 | 50   |
| 6.   | Zanaco FC                | 34 | 11 | 16 | 7  | 31 | 28 | +3  | 49   |
| 7.   | Kansanshi Dynamos FC (A) | 34 | 12 | 12 | 10 | 26 | 27 | -1  | 48   |
| 8.   | Kabwe Warriors FC        | 34 | 12 | 10 | 12 | 34 | 30 | +4  | 46   |
| 9.   | Prison Leopards FC       | 34 | 11 | 13 | 10 | 33 | 30 | +3  | 46   |
| 10.  | Buildcon FC              | 34 | 12 | 10 | 12 | 37 | 35 | +2  | 46   |
| 11.  | Forest Rangers FC        | 34 | 9  | 17 | 8  | 37 | 35 | +2  | 44   |
| 12.  | Green Buffaloes FC       | 34 | 11 | 11 | 12 | 46 | 46 | 0   | 44   |
| 13.  | Nkwazi FC                | 34 | 10 | 8  | 15 | 25 | 31 | -6  | 38   |
| 14.  | Chambishi FC (A)         | 34 | 10 | 8  | 16 | 23 | 37 | -15 | 38   |
| 15.  | Lusaka Dynamos FC        | 34 | 6  | 13 | 15 | 28 | 39 | -11 | 31   |
| 16.  | Kafue Celtic FC (A)      | 34 | 6  | 13 | 15 | 26 | 38 | -12 | 31   |
| 17.  | Indeni FC                | 34 | 7  | 10 | 17 | 20 | 46 | -26 | 31   |
| 18.  | Konkola Blades FC (A)    | 34 | 6  | 12 | 16 | 26 | 38 | -12 | 30   |

 PJ = Partidos jugados; PG = Partidos ganados; PE = Partidos empatados; PP = Partidos perdidos;
GF = Goles en favor; GC = Goles en contra; DG = Diferencia de goles; Pts. = Puntos

(C) : Campeón (A) : Ascendidos de la temporada anterior.
|  | Campeón y Clasificado a la Liga de Campeones de la CAF 2022-23 |
|  | Clasificado a la Copa Confederación de la CAF 2022-23          |
|  | Descenso a Segunda División 2022-23                            |